# Placidos skiva

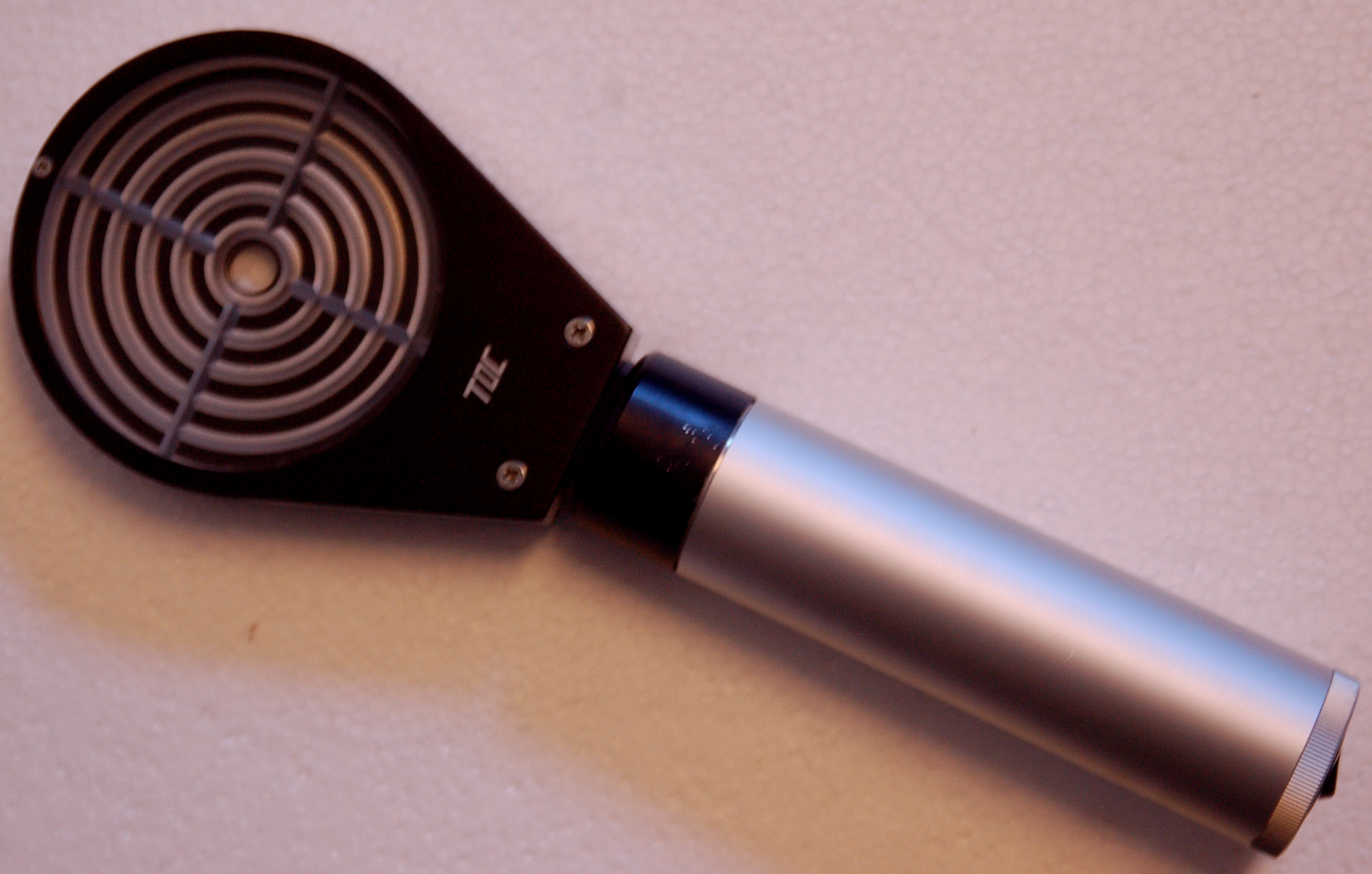
Placidos skiva med belysning

Placidos skiva eller Placidos keratoskop är ett instrument som ger möjlighet att upptäcka oregelbundheter i hornhinnans yta. Den enklaste formen av instrumentet består av en trä- eller metallplatta på vilken koncentriska svarta och vita ringar målats, genom ett hål i centrum av skivan betraktar undersökaren spegelbilden och ringarnas form på hornhinnan. Placidos skiva kan framförallt visa om en synnedsättning beror på oregelbunden astigmatism eller keratoconus. Instrumentet är namngivet efter den portugisiske oftalmologen Antonio Placido da Costa.

### Allmänna källor
- Refraktionsbestämning, Sölve Stenström, 1965
- Ögat dess sjukdomar och vård, Sven Larsson, 1960